# エリック・ハワード
エリック・ハワード（Eric Howard、1993年9月5日 - ）は、メジャーリーグラグビー、ニューオーリンズ・ゴールドに所属するラグビー選手。

## プロフィール
- カナダ・オンタリオ州オタワ出身[1]。
- ポジションはフッカー(HO)。
- 身長 178cm、体重 106kg
- カナダ代表キャップは25（2021年2月現在）でワールドカップ2019のカナダ代表に選ばれた[2]。

## 略歴
オンタリオ・ブルーズを経て、2017年、ニューオーリンズ・ゴールドに加入。 
2019年、ニューオーリンズ・ゴールドの主将に就任した。 